# Sutton Bridge
Sutton Bridge est un village et une paroisse civile du Lincolnshire, en Angleterre. Il est situé sur la route A17, à 11 km au nord de Wisbech et à 14 km à l'ouest de King's Lynn. Administrativement, il relève du district de South Holland.
Le village comprend un port commercial sur la rive ouest de la rivière Nene sur lequel se trouve le pont tournant de Crosskeys Bridge (en) et deux phares du XIXe siècle à 5 km au nord du village sur la Nene.

## Les deux anciens phares
Des phares jumeaux ont été construits sur les rives de l'embouchure de la rivière Nene en 1831. Bien que ne fonctionnant pas toute la nuit, ils étaient allumés pendant environ une heure et demie avant et après la marée haute pour guider les navires à travers les bancs de sable et dans la rivière.
Les tours sont circulaires mais les lanternes sont hexagonales. Elles possèdent une fenêtre circulaire faisant face à l'entrée de canal par laquelle était émise la lumière. En plus elles ont aussi une fenêtre en demi-lune au nord sur le phare de la rive ouest et au sud sur le phare de la rive est. Les feux de côté servaient aux pilotes qualifiés pour trianguler leur chemin à travers les bancs de sable de la rivière.
Le phare d'East Bank apparaît dans le roman L'Oie des neiges de Paul Gallico. Avant la Seconde Guerre mondiale, il était habité par le naturaliste et artiste Peter Markham Scott, qui a acheté une grande zone de l'Ouse Washes pour y fonder une réserve naturelle qui relève désormais du Wildfowl and Wetlands Trust.
Ce phare est depuis 1980 un monument classé de grade II*.
|           |
| West Bank |

|           |
| East Bank |

### Liens connexes
- Liste des phares en Angleterre